# Valentina Rodionenko
Valentina Rodionenko (Moscou, 18 de setembro de 1936) é uma treinadora russa de ginástica artística. Atualmente é coordenadora da Seleção Russa de Ginástica Artística Feminina.